# 環状シロキサン

D5の骨格

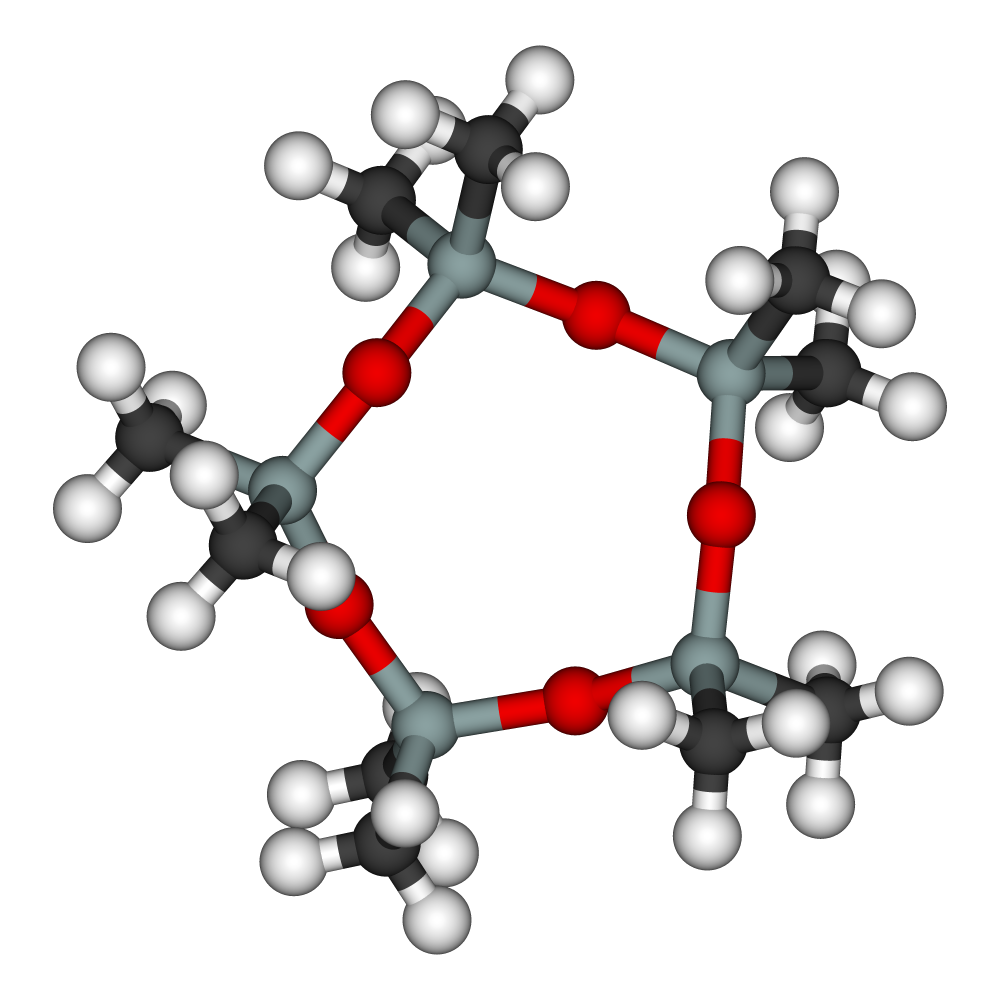
D5の球棒モデル

環状シロキサン（かんじょうシロキサン、英語 Cyclic siloxanes、Cyclosiloxanes
）とは、シロキサン結合による環状分子構造骨格を持つ環式有機化合物の総称。

## 概要
多くはオリゴマーであり、特に低分子のものは環状ジメチル型（D体、分子式 SiO(CH3)2）の結合量により、D3（三量体）、D4（四量体）、D5（五量体）などと表記される。
- D3 : ヘキサメチルシクロトリシロキサン(hexamethyl cyclotrisiloxane)C6H18O3Si3 融点64℃、沸点134℃の固体
- D4 : オクタメチルシクロテトラシロキサン(octamethyl cyclotetrasiloxane)C8H24O4Si4 融点18℃、沸点175℃の半固体
- D5 : デカメチルシクロペンタシロキサン(decamethyl cyclopentasiloxane)C10H30O5Si5 融点-30℃、沸点210℃の液体

D20までを低分子環状シロキサン、または単に低分子シロキサンと称し、特にD3～D10の総量は後述する接点阻害などを防ぐうえでのシリコーン品質基準の指標とされている。

## 用途
主にシリコーン製造における原材料として使用されるほか、D5 は溶剤として用途が広い。
- ドライクリーニング溶剤

D5 は常温で液体で揮発性があり、環境中に放出しても短期間で二酸化ケイ素、二酸化炭素、水に分解されるため、環境への影響がわずかとされ使用されている。この方法は英語でGreenEarth Cleaningと呼ばれ、特許が与えられている。
- 化粧品

シクロペンタシロキサンと表記されている。毒性の低い溶剤として、落ちにくさを特長とする製品で多用される。
その他、医薬品を含む、皮膚洗浄剤、毛髪染色剤に、乳化剤として使用される。

## 問題点
低分子環状シロキサンは高沸点物質だが揮発性が高いため、室温あるいは体温付近でも蒸気となって気中へ拡散する。この性質による、いくつかのトラブルが知られている。溶剤として使用している現場以外での発生源としては、シーリング・コーキング材などのシリコーン樹脂製品や、シャンプー、化粧品などに含まれるシリコーンオイルが考えられる。
- 電気電子回路への障害
蒸気が電気回路やリレー接点などの表面で電流による熱で分解されると、絶縁性のシリカが析出し、接点不良が発生する。高濃度で使用するクリーニング工場や、シリコーングリスが使用された自動車の電装品などで、誤作動や故障を招いた例がある。

- 半導体製造ラインへの影響
製造中のシリコンウェハーに付着すると半導体の特性を変えてしまい、低濃度でも製品歩留まりを低下させるおそれがある。このため、工場のクリーンルーム建設に使用するシリコーン製品には特にシロキサンの低減が求められる。

- バイオガス利用設備への障害
下水道汚泥から嫌気性消化によってメタンガスを製造する際、汚泥中に含まれていたシロキサンが混入する。これが燃焼時に分解し、生成したシリカがガスタービンエンジンの内部や、ボイラのバーナーや熱交換器・煙道へ析出・堆積して効率低下や不調・故障を引き起こす。吸着や洗浄による除去技術が実用化されているが、バイオガス利用上のコストアップ要因となっている。そのほか、燃料電池の隔膜を傷めるおそれもある。

- 石油ファンヒーターへの障害
空気中に拡散したシロキサンが燃焼部にシリコーン酸化物として付着し点火ミス、途中消火、異常燃焼検知などの異常を発生させる[1][2]。